# Вісконт Монсеррату (титул)

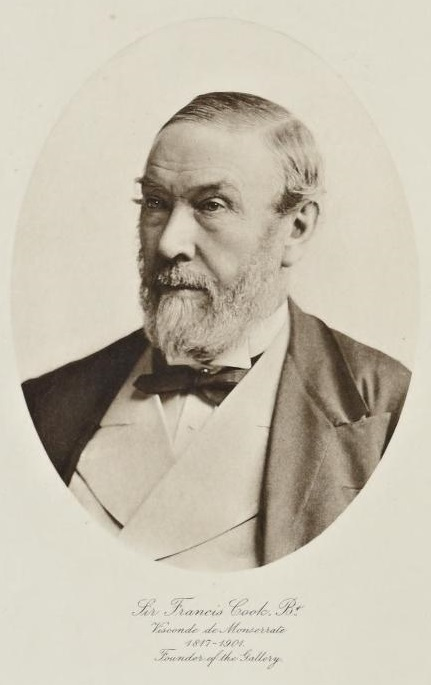
Френсіс Кук, I Вісконт Монсеррату

Вісконт Монсеррату - благородний титул, створений Луїшом І, указом від 7 червня 1870 року для сера Френсіса Кука, який відновив Палац Монсеррат у Сінтрі, Португалія. 
Був скасований після створення Республіки.

## Тутуловані особи
1. Френсіс Кук (1817–1901);
2. Фредеріко Лукас Кук (1844–1920).